# Mertonia
Mertonia is een geslacht van kreeftachtigen uit de klasse van de Malacostraca (hogere kreeftachtigen).

## Soorten
- Mertonia integra (Haswell, 1881)
- Mertonia lanka Laurie, 1906